# Union étudiante du Québec
 (août 2023).
La mise en forme du texte ne suit pas les recommandations de Wikipédia : il faut le « wikifier ».
Les points d'amélioration suivants sont les cas les plus fréquents :
- Les titres sont pré-formatés par le logiciel. Ils ne sont ni en capitales, ni en gras.
- Le texte ne doit pas être écrit en capitales (les noms de famille non plus), ni en gras, ni en italique, ni en « petit »…
- Le gras n'est utilisé que pour surligner le titre de l'article dans l'introduction, une seule fois.
- L'italique est rarement utilisé : mots en langue étrangère, titres d'œuvres, noms de bateaux, etc.
- Les citations ne sont pas en italique mais en corps de texte normal. Elles sont entourées par des guillemets français : « et ».
- Les listes à puces sont à éviter, des paragraphes rédigés étant largement préférés. Les tableaux sont à réserver à la présentation de données structurées (résultats, etc.).
- Les appels de note de bas de page (petits chiffres en exposant, introduits par l'outil «  Source ») sont à placer entre la fin de phrase et le point final[comme ça].
- Les liens internes (vers d'autres articles de Wikipédia) sont à choisir avec parcimonie. Créez des liens vers des articles approfondissant le sujet. Les termes génériques sans rapport avec le sujet sont à éviter, ainsi que les répétitions de liens vers un même terme.
- Les liens externes sont à placer uniquement dans une section « Liens externes », à la fin de l'article. Ces liens sont à choisir avec parcimonie suivant les règles définies. Si un lien sert de source à l'article, son insertion dans le texte est à faire par les notes de bas de page.
- La présentation des références doit suivre les conventions bibliographiques. Il est recommandé d'utiliser les modèles {{Ouvrage}}, {{Chapitre}}, {{Article}}, {{Lien web}} et/ou {{Bibliographie}}. Le mode d'édition visuel peut mettre en forme automatiquement les références.
- Insérer une infobox (cadre d'informations à droite) n'est pas obligatoire pour parachever la mise en page.

Pour une aide détaillée, merci de consulter Aide:Wikification.
Si vous pensez que ces points ont été résolus, vous pouvez retirer ce bandeau et améliorer la mise en forme d'un autre article.
 (mars 2025).
L'Union étudiante du Québec (UEQ) est un regroupement national d'associations étudiantes universitaires qui définit sa mission comme "défendre les droits et intérêts de la communauté étudiante, de ses associations membres et de leurs membres". L'Union regroupe 14 associations étudiantes et plus de 110 000 membres.

## Historique
L’Union étudiante du Québec (UEQ) est une organisation d’associations universitaires au Québec. Elle a été créée en 2016 à la suite de la dissolution de la Fédération étudiante universitaire du Québec (FEUQ).

## Structure
L’UEQ s’est doté d’une structure dite intégrative, avec ses parties prenantes. Elle déclare avoir comme objectif d'améliorer les conditions de vie et d’étude des étudiants et étudiantes, et se structure autour de 5 valeurs : "Efficacité, Equité, Transparence, Collégialité et Souveraineté locale".

### Les membres
Les étudiant(e)s membres, par le biais des instances de leurs associations, décident des orientations de l’organisation.
Il existe deux statuts de membre :
- Les membres individuels qui ont accès aux documents ainsi qu’aux services de l’Union étudiante.
- Les membres associatifs qui ont un rôle représentatif dans les instances de l’Union et font le suivi des dossiers. Au sein de l'assemblée générale de l’UEQ, chaque membre associatif a droit à un vote.

### Les instances
L’Union étudiante du Québec prend ses décisions et fait le suivi de ses dossiers à travers différentes instances, décisionnelles et administratives.
1. Le caucus. Le caucus est une instance dans laquelle toutes les décisions politiques de l'UEQ sont prises. Elle se réunit de manière trimestrielle afin d’établir des mandats à destination des comités (exécutive). Les votes au sein du causus suivent une double majorité :  l’accord de la majorité des associations présentes, et l’accord d’au moins 40 % des membres individuels.
2. L’assemblée générale. L’assemblée générale se réunit au minimum une fois par an, au mois d’avril. Elle est composée de toutes les associations membres représentées par leur délégation. Cette instance a le pouvoir d’élire les officières et les officiers formant le comité de coordination, d’établir les orientations de travail annuelles et de modifier, d’adopter ou d’abroger des règlements de l’association.
3. Le conseil d’administration. Le conseil d’administration se réunit au minimum une fois par trimestre, et peut être réuni plus régulièrement si nécessaire. Son rôle est de gérer les affaires financières et administratives de l’association: il est composé d’une personne par association membre et de trois membres du comité de coordination, soit la présidence, le secrétariat général et la coordination aux affaires associatives.

### Les comités
Les comités ont pour rôle d’exécuter les mandats octroyés par le caucus en rédigeant, par exemple, des recherches, des avis, des plans d’actions et les mettant en place.

#### Conseil national des cycles supérieurs et de la recherche
Le conseil national des cycles supérieurs et de la recherche a pour rôle de traiter les dossiers spécifiques aux étudiants de cycles supérieurs et à la recherche universitaire. C’est dans ce contexte qu’un budget lui est octroyé annuellement lors de l’exercice budgétaire. Il a également la possibilité de faire sa propre représentation politique, à condition que ses positions n’aillent pas à l’encontre de celles de l’association nationale. Cette instance est composée de toutes les associations membres dont une partie ou la totalité des membres individuels sont inscrits aux cycles supérieurs.

#### Comité des associations de région
Le comité des associations de région a pour rôle de traiter des enjeux régionaux. Pour ce faire, un budget lui est octroyé annuellement lors de l’exercice budgétaire. Cette instance est composée de toutes les associations membres dont le siège social du campus principal n’est situé ni sur l’Île de Montréal, ni à Québec.

##### Comité des affaires sociopolitiques
Ce comité consultatif s’occupe de la gestion du plan de travail et du contenu à produire pour les dossiers qui touchent les enjeux citoyens autres que l’éducation supérieure (environnement, logement étudiant, jeunesse, inclusion et diversité, etc.).

###### Comité des affaires académiques
Il est chargé de la gestion du plan de travail académique et du contenu à produire pour les dossiers qui touchent les enjeux liés à l’éducation supérieure (aide financière aux études, financement des universités, conditions de stages, formation à distance, stages, etc.).

###### Comité des affaires institutionnelles
Ce comité consultatif est chargé de la gestion des dossiers institutionnels, des procédures et des politiques de l’association.

###### Comités de travail spécifiques
Des comités de travail spécifiques peuvent être créés par le caucus, il s’agit de coalitions ponctuelles, ouvertes à des organisations non-membres, qui sont créées pour travailler sur des enjeux spécifiques pendant une durée définie. Ces comités peuvent concerter des associations sur des actions pour les membres en éducation, sur des sujets comme la lutte contre les changements climatiques et pour l’environnement, ou la reconnaissance des stages cliniques en psychologie.

###### Comité de coordination
Le comité de coordination a pour rôle la gestion quotidienne des plans de travail des instances, de la représentation politique, de la coordination des actions de l’association dans le respect des mandats octroyés par les associations membres. Il est composé d’une équipe de dix personnes élues par l’assemblée générale annuelle de l’association nationale : 
1. Présidence (coordination générale du comité de coordination et porte-parole de l’association);
2. Vice-présidence (soutien à la présidence et suivi quotidien des plans de travail);
3. Secrétariat général (gestion des finances et des affaires institutionnelles)
4. Coordination aux affaires académiques (réalisation des actions prévues au plan de travail du comité des affaires académiques et responsable des dossiers liés à la pédagogie et la gestion universitaire);
5. Coordination à l’enseignement supérieur (réalisation des actions prévues au plan de travail du comité des affaires académiques et responsable des dossiers liés à la gestion du réseau universitaire et la condition étudiante);
6. Coordination aux affaires sociopolitiques (réalisation des actions prévues au plan de travail du comité des affaires sociopolitiques, maintien des relations avec les organismes communautaires et regroupements partenaires);
7. Coordination aux cycles supérieurs et de la recherche et Présidence du conseil national des cycles supérieurs et de la recherche (réalisation des actions prévues au plan de travail du conseil national des cycles supérieurs et de la recherche, porte-parole pour ce comité et responsable des dossiers liés aux cycles supérieurs et à la recherche universitaire);
8. Coordination aux relations associatives et à la mobilisation (coordination et réalisation des tâches liées à la mobilisation, soutien des associations membres, notamment par l’organisation de formations à leur intention et maintien de relations avec les associations non-membres).

## Associations membres
L’UEQ compte environ 110 000 membres, de 14 associations membres, à travers le Québec :
- AECS HEC Montréal – Association étudiante des cycles supérieurs de HEC Montréal
- AÉCSP – Association des étudiants des cycles supérieurs de Polytechnique
- AEENAP – Association étudiante de l’École nationale d’administration publique
- AéESG – Association étudiante à l’École des sciences de la Gestion à l’UQAM
- AEP - Association étudiante de Polytechnique
- AGECALE – Association générale étudiante du Campus à Lévis
- AGEHC UQTR – Association Générale des Étudiants Hors Campus de l’UQTR
- AGEUQAT – Association générale étudiante de l’Université du Québec en Abitibi-Témiscamingue
- AGE UQO – Association générale étudiante de l’Université du Québec en Outaouais
- FAÉCUM – Fédération des associations étudiantes du campus de l’Université de Montréal
- MAGE-UQAC – Mouvement des associations générales étudiantes de l'UQAC
- PGSS – Post-Graduate Student’s Society McGill University
- REMDUS – Regroupement étudiant de maîtrise, diplôme et doctorat de l’Université de Sherbrooke
- SRC – Bishop’s University Students’ Representative Council